# Canon de 138 mm modèle 1927
Pour les articles homonymes, voir Canon de 138 mm.
Le canon de 138 mm modèle 1927 est un canon naval de calibre moyen utilisé par la marine française durant la Seconde Guerre mondiale. Dérivé d'un modèle allemand utilisé pendant la Première Guerre mondiale, il a notamment été installé sur le Pluton et les navires des classes Aigle, Vauquelin et Bougainville.

## Conception
Le canon de 138 mm modèle 1927 est dérivé du canon allemand de 15 cm Tbts KL/45, monté sur le torpilleur SMS S113 reçu par la France comme dommage de guerre, après la Première Guerre mondiale. Ce canon de 40 calibres tire des obus de 40 kg à une distance maximale de 16 600 m (site = +28°) à raison de 8 à 10 coups par minute. La dotation en munitions est de 200 coups par canon pour la classe Bougainville.

## Utilisation

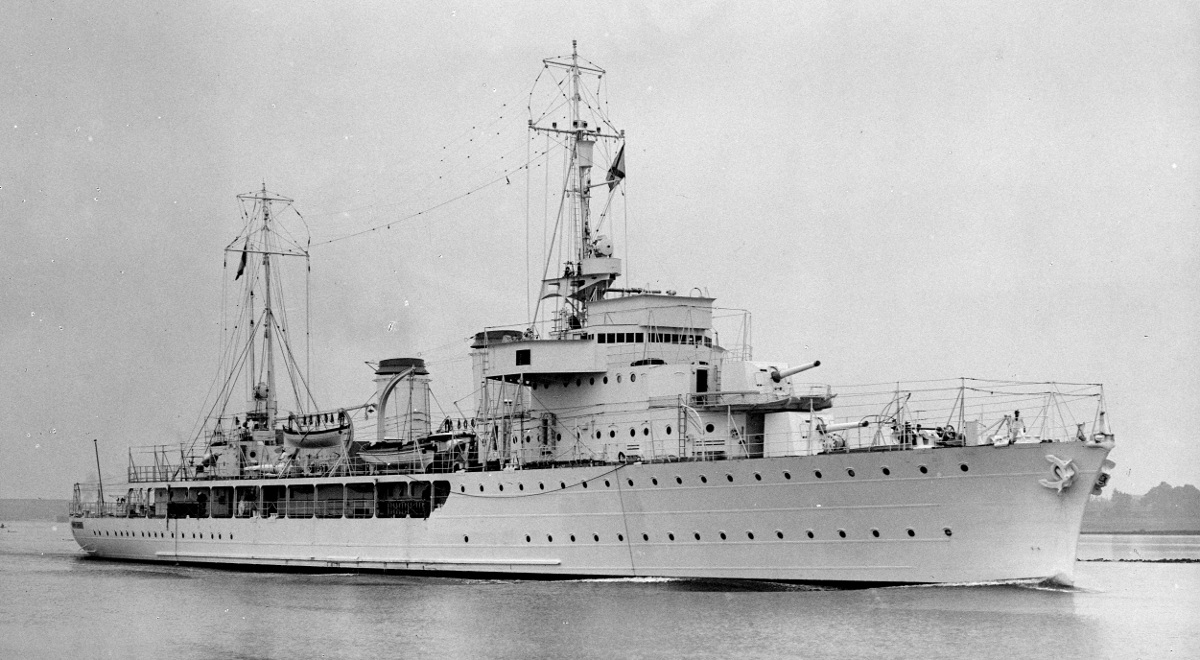
L'.

Le canon de 138 mm modèle 1927 est monté en affût simple sur les contre-torpilleurs des classes Aigle et Vauquelin, sur les avisos coloniaux de la classe Bougainville, et sur le mouilleur de mines Pluton.